# Вільям Огілві
Вільям Оґілві (7 квітня, 1846, Оттава – 13 листопада, 1912, Вінніпег, Манітоба) — визначний канадський геодезист, дійсний член королівського географічного товариства, дослідник і Комісар Юкону.

## Біографія
Народився на фермі в Глосестері, поблизу Оттави (Канада) в сім'ї ірландця Джеймса Оґілві і шотландки Маргарети Голлідей Оґілві.
Вільям, ставши ліцензованим геодезистом у 1869-му році, співпрацював з Робертом Спарком. У 1872 році одружився з дочкою Спарка Мері, шкільною вчителькою. Він працював надалі як місцевий геодезист, отримав ліцензію на геодезичні роботи домініуму і був першим геодезистом, якого взяв на роботу уряд Домініуму у 1875-му році.
Оґілві у 1870 — 1890-х роках був відповідальним за численні обстеження території Канади, головним чином, канадських прерій. З 1887 по 1889-й роки Оґілві був задіяний в експедиціях Джорджа Мерсера Доусона — канадського геолога, що розвідував територію Юкону. Вільям виконував зйомку Чілкутського перевалу, річок Юкон і Поркупайн. Він встановив на місцевості кордон між Юконом та Аляскою, що проходить по 141-му меридіану. У звіті про свою експедицію Доусон дуже високо оцінював роботу Вільяма Оґілві.
У своєму звіті до міністерства внутрішніх справ Оґілві не тільки описував результати своїх обстежень, але й викладав проблеми і скарги старателів, а також свої міркування про їх впорядкування. Зокрема це стосувалося розмірів ділянок, оплати за їх реєстрацію. Канадські норми були набагато жорсткіші, ніж американські, тому старателі їх ігнорували, особливо в містечку Форті-Майл. За рекомендацією Оґілві уряд в перші роки не став силоміць впроваджувати канадські норми, щоб не відлякати старателів і не змусити їх переселитися на американську територію. На Оґілві був покладений обов'язок спостерігати за ситуацією на місці і вчасно повідомити міністерство, коли доцільно вводити канадські закони на Юконі.
Іншим вагомим внеском у технологію старательства була популяризація методу розігріву вічної мерзлоти вогнищами. До кінця 80-х років старателі переважно намивали золото у літню пору з верхніх шарів ґрунту, не заглиблюючись у вічно мерзлі ґрунти. Оґілві припускав, що саме в цих ґрунтах містяться найбільші поклади золота і пропонував розморожувати вічну мерзлоту вогнищами у ямах. Це значно розширило сезон старательства і збільшило загальний видобуток золота. Побічним ефектом цього стало зменшення населення Форті Майл, оскільки старателі стали більше часу проводити на своїх ділянках.
Під час відкриття золота на Клондайку Оґілві знаходився у містечку Форті-Майл очікуючи створення спільної канадсько-американської комісії по прокладанню кордону. Він був одним з перших, хто дізнався про відкриття золота на річці Клондайк. Власне його старий знайомий Джордж Кармак знайшов там золоті розсипи, про що Оґілві сповіщав у депеші своєму начальству 6 вересня 1886 року. Там же він реалістично оцінив, що лише до 1000 ділянок можуть вважатися перспективними, на яких працюватимуть понад 2000 людей. Через півтора року за золотом прибули понад 40 тис. потенційних старателів.
У відповіді уряду, яка прийшла з останнім пароплавом до Форті Майл, повідомлялося, що комісія створена не буде і пропонувалося Оґілві повернутися до Оттави. Але на той час Юкон вже замерзав і став непрохідний для суден, а піший перехід на собачих упряжках через Чілкутський перевал коштував би понад 1000 доларів, тому Оґілві вирішив, що від нього буде більше користі, якщо він залишиться на Юконі.
У січні 1897 року Оґілві перебрався у Доусон-Сіті і саме завдяки його старанням золота лихоманка була «впорядкованою» лихоманкою, де всі ділянки були виміряні і зареєстровані, і де всі територіальні суперечки між старателями вирішувалися геодезичним шляхом, а не за допомогою кулаків та зброї.
Він був призначений другим Комісаром Юкону у 1898-му році, у самий розпал золотої лихоманки, але за три роки змушений був піти у відставку за станом здоров'я.
Помер Оґілві у Вінніпезі, якраз після останнього приватного візиту до Юкону, де він завершив свою книгу спогадів про Північний Юкон. Оґілві є автором книги Early Days on the Yukon (1913). Ця книга разом зі звітами поліцейського інспектора Константіне є першими систематичними описами Території Юкону і початку золотих лихоманок.
Його іменем названа гірська гряда Ogilvie Mountains, річка, аеродром (250 км північніше Доусон-Сіті), долина на півдні Території Юкон.